# Campeonato de Bielorrusia de Ciclismo Contrarreloj

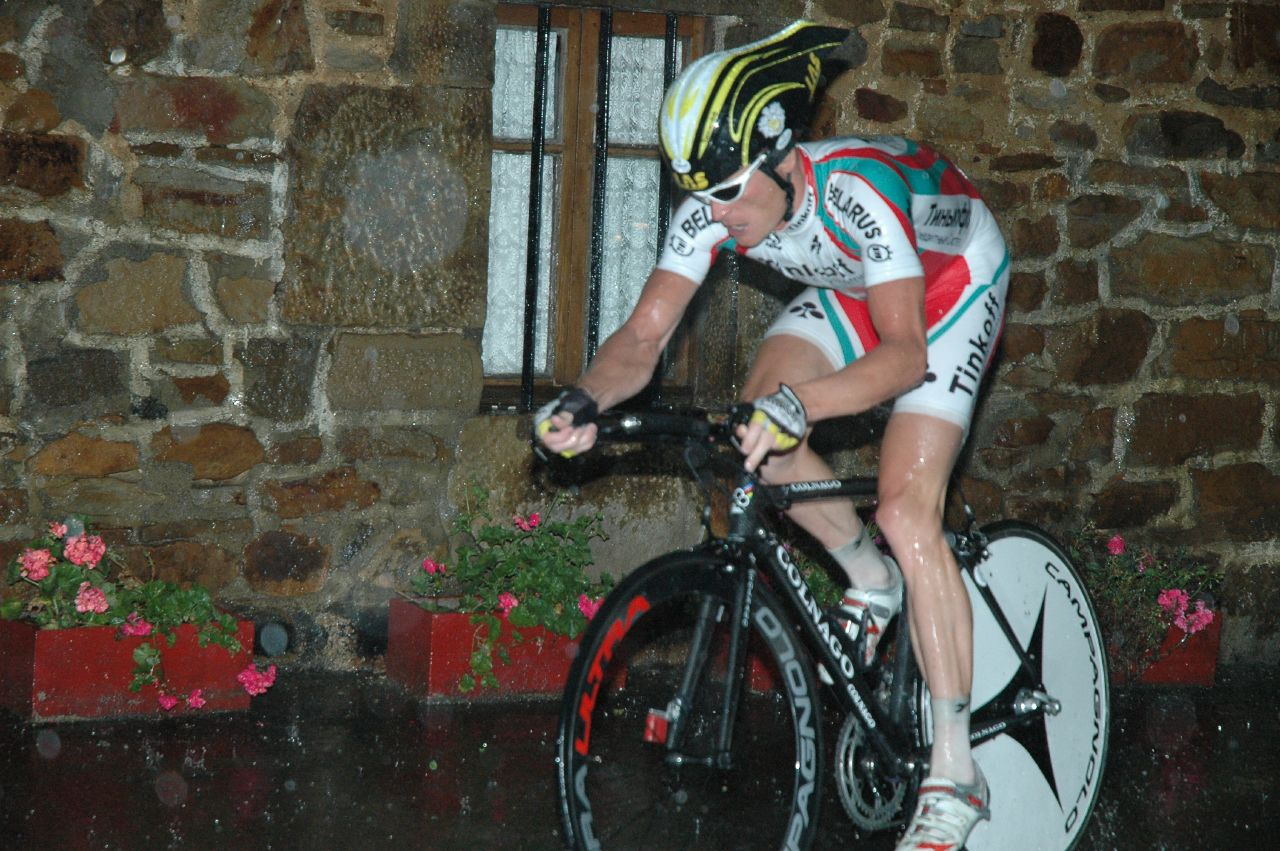
Vasil Kiryienka campeón de Bielorrusia en cuatro ocasiones.

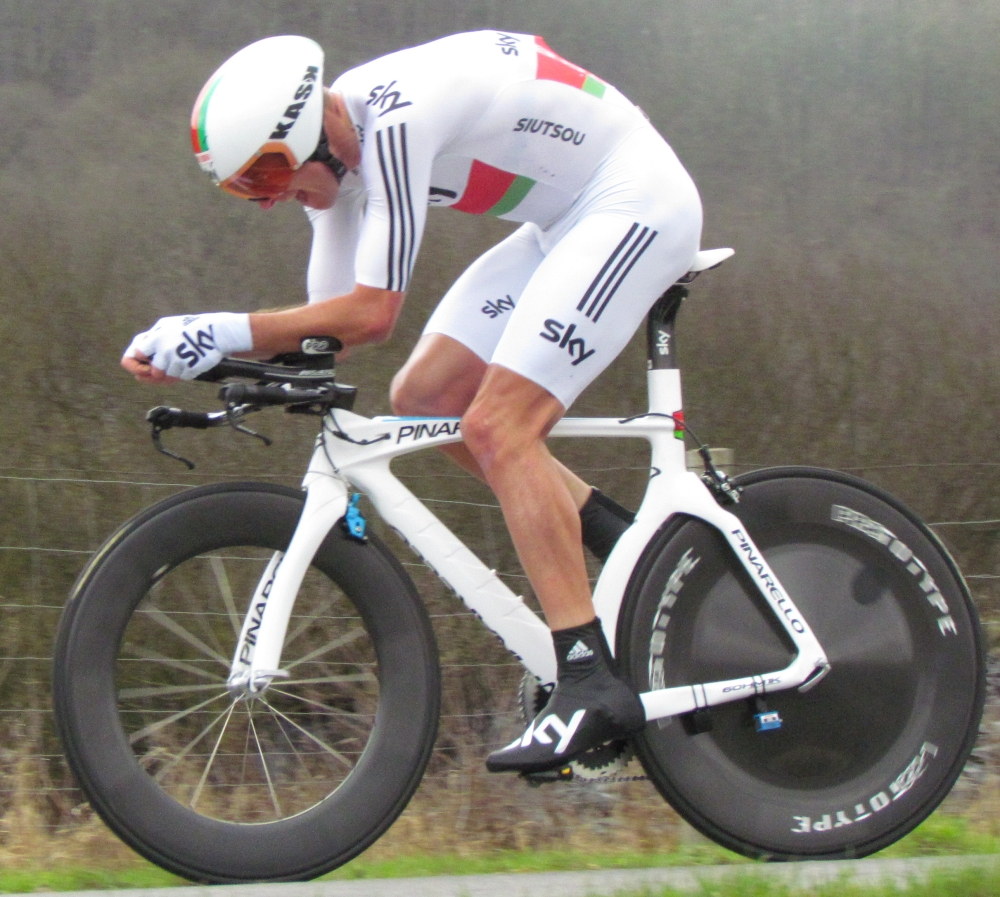
Kanstantsín Siutsou campeón de Bielorrusia en cuatro ocasiones.

Los Campeonatos de Bielorrusia de Ciclismo Contrarreloj se organizan anual e ininterrumpidamente desde el año 1997 (excepto en el 2004) para determinar el campeón ciclista de Bielorrusia de cada año, en la modalidad. 
El título se otorga al vencedor de una única carrera, en la modalidad de Contrarreloj individual. El vencedor obtiene el derecho a portar un maillot con los colores de la bandera bielorrusa hasta el campeonato del año siguiente, solamente cuando disputa pruebas contrarreloj.

## Palmarés
| Año  | Campeón             | Segundo              | Tercero              |
| 1997 | Alexandre Choupikov | Pavel Kavetzky       | Yauheni Seniushkin   |
| 1998 | Alexandre Choupikov | Igor Grimkov         | Alexander Kozlov     |
| 1999 | Viktor Rapinski     | Andrej Voinau        | Vasil Kiryienka      |
| 2000 | Victor Rapinski     | Vasil Kiryienka      | Dimitri Aulasenko    |
| 2001 | Victor Rapinski     | Vasil Kiryienka      | Aleksandr Kuschynski |
| 2002 | Vasil Kiryienka     | Kanstantsín Siutsou  | Aleksandr Kuschynski |
| 2003 | Yauhen Sobal        | Dimitri Aulasenko    | Kanstantsín Siutsou  |
| 2004 | No se disputó       | No se disputó        | No se disputó        |
| 2005 | Vasil Kiryienka     | Victor Rapinski      | Vladimir Autko       |
| 2006 | Vasil Kiryienka     | Aleksandr Kuschynski | Anatole Chaburka     |
| 2007 | Andrei Kunitski     | Branislau Samoilau   | Vasil Kiryienka      |
| 2008 | Andrei Kunitski     | Vasil Kiryienka      | Aleksandr Kuschynski |
| 2009 | Branislau Samoilau  | Andrei Krasilnikau   | Aleksandr Kuschynski |
| 2010 | Branislau Samoilau  | Andrei Krasilnikau   | Siarhei Novikau      |
| 2011 | Kanstantsín Siutsou | Ilia Koshevoy        | Andrei Holubeu       |
| 2012 | Branislau Samoilau  | Andrei Krasilnikau   | Alexei Tikhonov      |
| 2013 | Kanstantsín Siutsou | Andrei Krasilnikau   | Branislau Samoilau   |
| 2014 | Kanstantsín Siutsou | Siarhei Papok        | Branislau Samoilau   |
| 2015 | Vasil Kiryienka     | Branislau Samoilau   | Andrei Krasilnikau   |
| 2016 | Kanstantsín Siutsou | Branislau Samoilau   | Aleh Ahiyevich       |
| 2017 | Stanislau Bazhkou   | Anton Muzychkin      | Yauhen Sobal         |
| 2018 | Vasil Kiryienka     | Branislau Samoilau   | Kanstantsín Siutsou  |
| 2019 | Yauhen Sobal        | Branislau Samoilau   | Yauheni Karaliok     |
| 2020 | Yauheni Karaliok    | Branislau Samoilau   | Mikhail Shemetau     |
| 2021 | Yauheni Karaliok    | Stanislau Bazhkou    | Dzianis Mazur        |
| 2022 | Yauheni Karaliok    | Raman Ramanau        | Mark Grinkevich      |
| 2023 | Yauheni Karaliok    | Dzianis Mazur        | Raman Ramanau        |
| 2024 | Yauheni Karaliok    | Mark Grinkevich      | Yahor Shpakouski     |
| 2025 | Dzianis Mazur       | Siarhei Shauchenka   | Yauheni Karaliok     |